# Route nationale 316
Die Route nationale 316, kurz N 316 oder RN 316, ist eine französische Nationalstraße, die von 1933 bis 1973 zwischen Caër und Aumale verlief. 1978 wurde die Nummer für eine neue Verbindungsstraße zwischen Rosny-sous-Bois und Fontenay-sous-Bois benutzt. Diese wurde in den 1980er Jahren in die A86 integriert. Seit 1993 gibt es die N316 als Verbindungsstraße von der A16 in das Hafengebiet von Dunkerque.

## Streckenverlauf
| Position | höchste zulässige Gesamtgeschwindigkeit | Fahrbahnen | Typ                                  | Abschnitt    | Längengrad | Breitengrad |
| -------- | --------------------------------------- | ---------- | ------------------------------------ | ------------ | ---------- | ----------- |
| 1        | 110                                     | 2          | Beginn der Autobahn mit Kreisverkehr | A 16 D300_59 | 50.9724    | 2.2219      |
| 2        | 90                                      | 2          |                                      |              | 50.9772    | 2.2154      |
| 3        | 110                                     | 2          | Ende an Kreisverkehr                 | D601_59      | 50.9953    | 2.2009      |